# Красноярск в годы Первой мировой войны

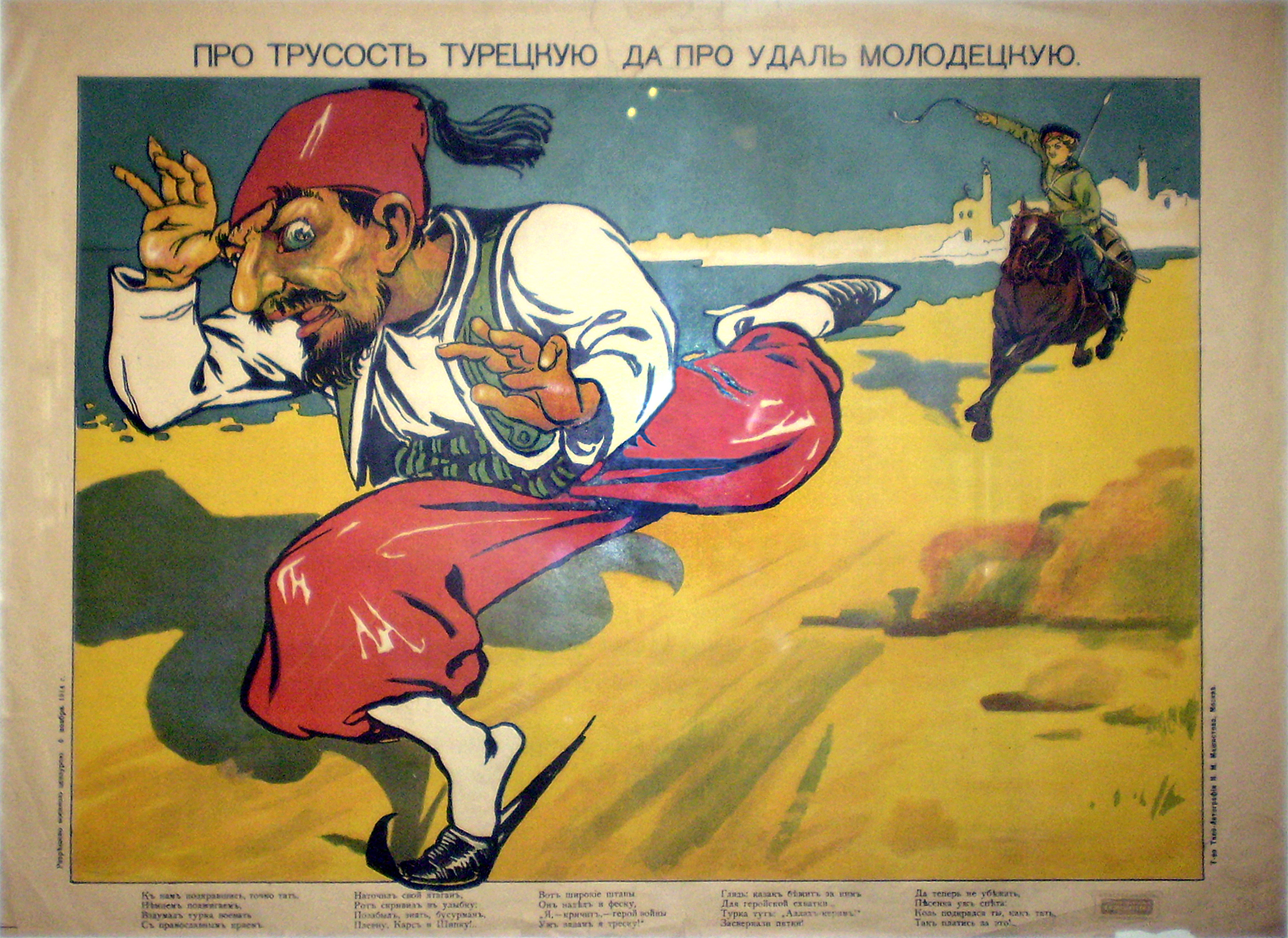
Плакат Первой мировой войны. Ноябрь 1914 года. Красноярский краеведческий музей.

Красноярск в начале  Первой мировой войны находился в составе Российской империи и автоматически вступил в войну 19 июля 1914 года, когда Германская империя объявила войну России.

## Мобилизация
Мобилизация в Енисейской губернии была объявлена 20 июля 1914 года. Мобилизации подлежали запасные за 15 лет предшествующей службы. Временная отсрочка предоставлялась рабочим золотых приисков, рабочим высокой квалификации, рабочим железной дороги. Семьям мобилизованных ратников выплачивали часть ежемесячного оклада.
26 июля 1914 года губернатор И. И. Крафт объявил Енисейскую губернию на военном положении. Транссибирская магистраль работала в военном режиме. Железная дорога продавала билеты только тем, кто едет без багажа. Ухудшилось снабжение городов и селений.
В Красноярске были сформированы 48, 50, 51 сибирские стрелковые полки, 14 и 15 сибирские стрелковые запасные полки, 629 и 632 дружины народного ополчения, Красноярское отделение конского запаса, обозные батальоны, Красноярский казачий дивизион.
В Красноярске было создано 11 пунктов для приёма лошадей. Владельцам лошадей выплачивалась их стоимость в течение двух месяцев. В 1914 году в Красноярск поступило 4784 лошади.
20 августа 1914 года Иркутский генерал-губернатор запретил стачки рабочих. Енисейская губерния входила в состав Восточно-Сибирского генерал-губернаторства.
5 ноября 1914 года губернатор И. И. Крафт разослал циркуляр о переименовании селений и волостей, которые носили немецкие названия.
С 1914 по 1917 год в Сибири прошло 20 военных призывов. Через Красноярск прошло около 27 тысяч человек для формирования воинских частей. Солдаты размещались в частных домах, в  ближайших деревнях и даже в здании Красноярского краеведческого музея.

## Снабжение города

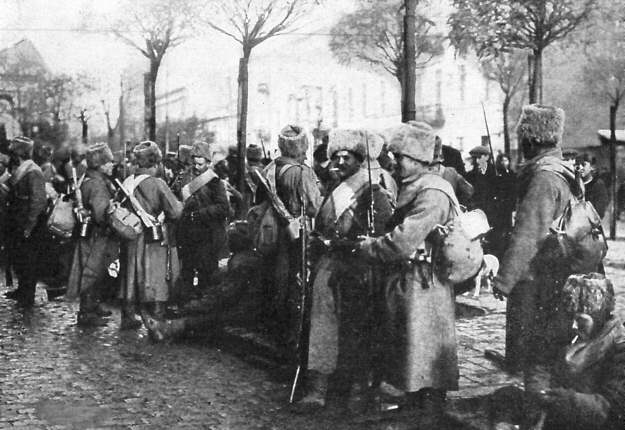
Сибиряки в Варшаве. 1914 год.

30 июня 1915 года Государственная дума приняла постановление о необходимости сократить потребление мяса населением. 1 августа аналогичное постановление приняла Красноярская городская дума. Было запрещено продавать мясо на базарах по вторникам, средам, четвергам и пятницам. В эти же дни был запрещён убой скота, нельзя было подавать мясные блюда в ресторанах, кабаках и харчевнях.
В конце 1915 года началась скупка золота спекулянтами. В 1915 году началась массовая фальсификация продуктов питания. Весной 1915 года в Сибири начались «голодные бунты». 7 мая 1915 года на красноярском базаре были разгромлены мясные ряды. 150 человек арестованы.
28 августа 1916 года городская управа начала выдавать населению карточки на сахар. Весной 1917 года были сокращены нормы выдачи муки, и из-за неурожайного 1917 года были введены карточки на хлеб. В начале 1917 года из свободной продажи исчезли чай и сахар.
Цены на дрова выросли с 5 рублей за сажень в мае 1914 года до 40 рублей в декабре 1917 года. В 1915 году была запрещена оптовая торговля дровами в черте города. В 1916 году началась массовая рубка деревьев в городе. Цены на уголь выросли с 15 копеек до 23 копеек за пуд к сентябрю 1915 года.
С 1 января 1916 года городская дума увеличила тарифы на электроэнергию, начались регулярные отключения электричества.
С первого дня войны в стране был введён сухой закон. В августе 1914 года была запрещена продажа пива и водки. За самогоноварение введено наказание до 5 лет тюрьмы.

## Промышленность
11 августа 1915 года по инициативе городской думы был создан Красноярский областной военно-промышленный комитет (КВПК). 20 августа председателем КВПК избран красноярский купец Пётр Иванович Гадалов. В городе не было металлургического производства, поэтому КВПК занялся производством сбруй, деревянных ящиков для снарядов, полушубков и т. д.
Город был готов предоставить льготные условия для эвакуированных заводов, но государственный Комитет по содействию торговли и промышленности отказал в этом.
КВПК организовал сбор металлов, открыл сапожные мастерские, мастерские по выделке кож и пошиву полушубков.

## Беженцы

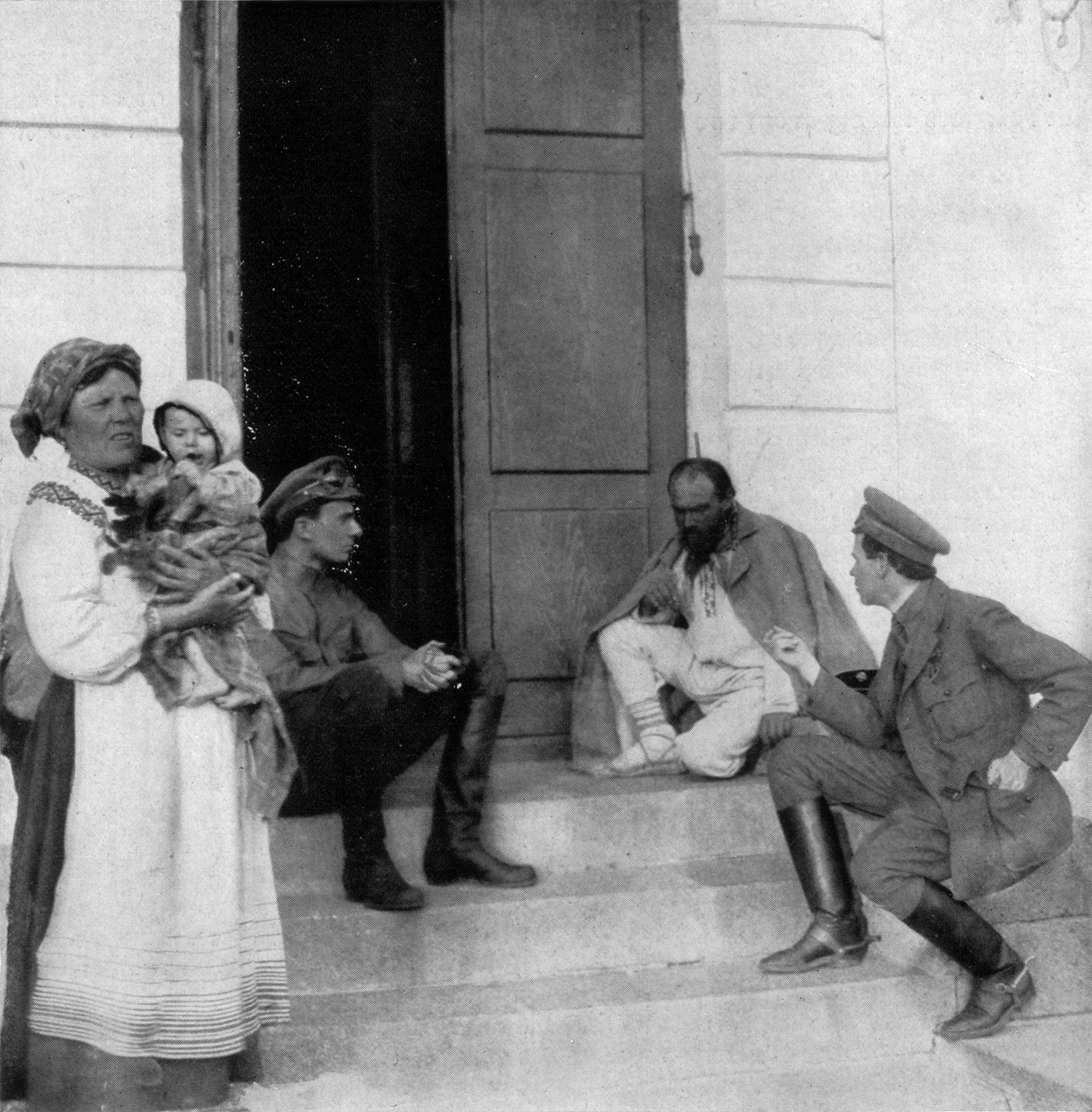
Беженцы. Фотография из журнала National Geographic Magazine, апрель 1917 года.

24 августа 1914 года при городском общественном управлении создан Комитет помощи беженцам. 23 сентября городская дума создала Комитет попечения о беженцах. При комитете созданы секции: вокзальная, продовольственная, школьная, врачебно-санитарная справочная и трудовая. 12 ноября 1915 года при комитете было учреждено бюро труда.
К сентябрю 1915 года в Красноярске собралось около 5 тысяч беженцев. Каждый получал ежедневное пособие в размере 15 копеек или билет на бесплатный обед в столовой Синельниковского благотворительного общества. 16 октября 1916 года открылась общедоступная столовая и чайная для беженцев.
80 % беженцев были крестьянами. Многие из них не знали русского языка. Каждому выдавался беженский билет и регистрационная карточка. Беженский билет служил удостоверением личности, по нему можно было получить помощь в Комитете беженцев. В карточке ставились отметки о приёме на работу. Беженцы в течение двух недель получали бесплатное питание, и месяц могли пользоваться бесплатным жильём. После этого им предлагали работу. Трёхкратный отказ от работы приводил к потере пособий. Продовольственная помощь выдавалась до первой зарплаты.
10 октября 1915 года начал работать детский дом-приют для детей-сирот, созданный Комитетом помощи беженцам. 2 ноября 1915 года в Доме просвещения (ныне ул. Кирова,24) начала работать школа для детей беженцев.
14 марта 1916 года Комитет помощи беженцам передал свои полномочия городской управе. В августе 1916 года в Красноярске было зарегистрировано 3624 беженца. В конце 1916 года беженцы начали выезжать на запад. Им выдавались пособия для проезда до Челябинска.

## Санитарная обстановка
С началом войны в городе появились эпидемии. Дети болели коклюшем и дизентерией, увеличилась количество больных туберкулёзом, венерическими заболеваниями, возросло количество алкогольных отравлений. В 1915 году от тифа умерло более 1500 военнопленных. Пленные турки умирали от туберкулёза. 14 октября 1916 года городская дума выделила для военнопленных специальный участок на кладбище.

## Военнопленные

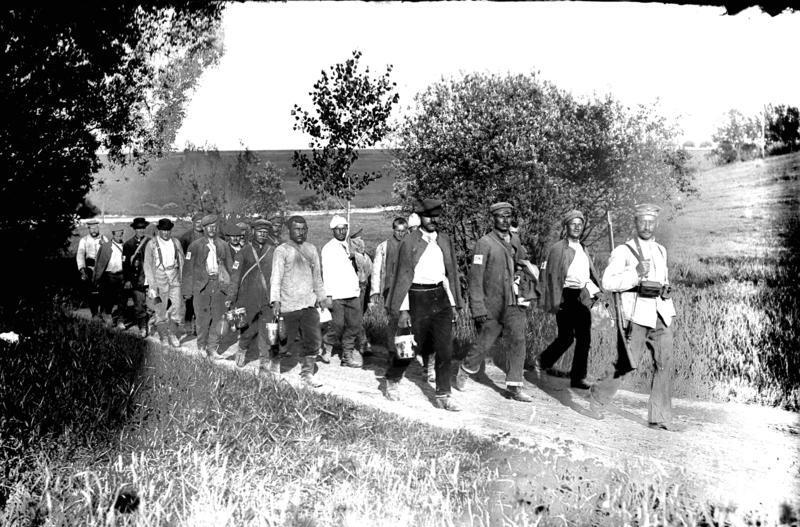
Русские военнопленные в Германии на полевых работах, июль 1915 года.

В Красноярске был создан один из крупнейших в России лагерь военнопленных. Первая партия военнопленных прибыла в город 18 сентября 1914 года. К концу 1915 года в Красноярске было размещено 13 тысяч военнопленных.  Лагерь военнопленных организовали за городом — в военном городке. Пленные солдаты, находившиеся в Красноярском лагере, зимой и летом жили в наспех сколоченных деревянных бараках или же в примитивных землянках. Плохие условия содержания приводили к вспышкам опасных болезней. В 1914 — начале 1915 года среди размещённых в Красноярске военнопленных зарегистрировано 1550 случаев заболевания сыпным тифом и 226 брюшным.
Пленные создали свой комитет, при котором образовались различные артели по производству обуви, одежды, часов и т. д. Офицеры жили в лучших помещениях, имели отдельную столовую, получали от своих стран денежное пособие в размере 200 рублей в год. Условия содержания пленных были довольно либеральными — некоторые из них женились на местных жительницах. Условия содержания стали ужесточаться только после революций 1917 года. В апреле 1917 года губернский комиссар В. М. Крутовский запретил военнопленным общаться с публикой, посещать театры, кофейни, базары.
5 апреля 1915 года Главное управление Генерального штаба разослало в губернии телеграммы, в которых требовалось привлекать пленных к работам. Пленные работали на земляных, сельскохозяйственных работах, на заготовке дров, очистке городов, ремонте дорог и т. д. В 1915 году более 3 тысяч военноепленных из Красноярского лагеря работали на строительстве железной дороги Ачинск — Минусинск.
Пищевое и вещевое довольствие пленных исчислялось по нормам, принятым для нижних чинов российской армии. Недееспособные, увечные пленные отправлялись в Москву и далее обменивались на русских пленных.
Отказы от работ начались в 1915 году. За отказ от работ полагался 7-дневный арест. 10 июня 1916 года Министерство внутренних дел наделило губернаторов полномочиями наказывать саботажников более суровыми мерами. Крайней мерой было 3-х месячное заключение.
Военнопленные создали свой оркестр. В военном городке была построена сцена, на которой пленные давали свои концерты для жителей Красноярска. Среди них были солисты венской и берлинской опер. Оркестр давал свои концерты и в городе, в том числе в здании Общественного собрания.
В переселенческих бараках, за рекой Енисей … пленные целые дни проводят на открытом воздухе, устраивая различного рода спортивные игры
В сентябре 1917 года военнопленными в военном городке был создан Союз коммунистов-интернационалистов. В 1918 году поручик Матэ Залка совершил побег из Красноярского лагеря военнопленных.

## Благотворительность
18 октября 1914 года в Красноярске состоялось первое заседание Красноярского комитета Всероссийского союза городов. 26 октября 1914 года был создан Красноярский Дамский комитет Союза городов. Комитет должен был создавать лазареты и госпитали, снабжать их всем необходимым. В сибирских городах не было свободных помещений для госпиталей, и правительство отказалось от планов размещения госпиталей в сибирских городах.
В конце 1914 года Комитет открыл приют для инвалидов-ратников, призванных из Красноярска.
В начале войны по инициативе губернатора И. И. Крафта был создан дамский комитет Енисейского управления Всероссийского общества Красного креста. Комитеты собирали пожертвования и подарки для солдат. Осенью 1914 года в Красноярске был создан специальный склад для сбора пожертвований. Железная дорога бесплатно перевозила такие грузы.
До ноября 1915 года Дамский комитет Красного креста отправил на фронт семь транспортов с подарками. Комитет Союза городов до 1 апреля 1915 года отправил на фронт пять транспортов и 1365 пудов благотворительных грузов. Комитеты проводили лотереи, концерты, спектакли, благотворительные сборы и т. д.
В августе 1915 года был сформирован Енисейский передовой врачебно-питательный лёгкого типа отряд имени Кредитных товариществ Енисейской губернии. Кредитные товарищества субсидировали для отряда около 10 тысяч рублей. В состав отряда входили: госпиталь, зубоврачебный кабинет, три питательных пункта, чайная, передвижная баня, обоз. Отряд был прикомандирован к 81 пехотной дивизии.
В начале войны в Петрограде было образовано «Сибирское общество помощи больным и раненным воинам». Общество организовало сбор сведений о раненных и больных сибиряках. Красноярский отдел «Сибирского общества» был создан 23 ноября 1914 года. Общество организовало юридическую помощь для раненных и семей воинов. Общество публиковало бюллетени о раненных и убитых. В мае 1915 года газета «Енисейские губернские ведомости» начала публиковать такие же бюллетени.
Также в Красноярске свою деятельность вели: Общество повсеместной помощи пострадавшим на войне солдатам и их семьям, Комитет по оказанию помощи семьям, призванным в армию, Общество подачи помощи раненым воинам, и другие. В гимназиях и училищах организовывались добровольные трудовые дружины, которые помогали семьям воинов.
В Красноярске проводились благотворительные праздники: Георгиевский праздник (26 ноября 1915 года), Праздник сердца (26 сентября 1915 года), День плуга.

## Российские военнопленные
Всероссийский земский союз городов организовал помощь российским военнопленным через свою русскую секцию в Гааге. Было получено разрешение пересылать посылки для пленных. На посылке должны были быть точно указаны инициалы получателя, номер воинской части, название лагеря, номер барака и номер военнопленного. Посылки с ошибочно указанными сведениями возвращались. Справки о нахождении пленного выдавало Центральное справочное бюро о военнопленных при Российском обществе Красного креста.
В лагерях создавались комитеты военнопленных, которые высылали списки пленных по месту жительства. Дамские комитеты высылали посылки в лагеря военнопленных.